# Westpoint Island
Westpoint Island är en ö i territoriet Falklandsöarna (Storbritannien). Den ligger i den västra delen av landet. Arean är 14,7 kvadratkilometer.
Terrängen på Westpoint Island är lite kuperad. Öns högsta punkt är 362 meter över havet. Ön sträcker sig 6,2 kilometer i nord-sydlig riktning, och 5,1 kilometer i öst-västlig riktning. Westpoint Island är täckt av hed. På ön finns en flygfält.